# Pseudosynaptops barbieri
Pseudosynaptops barbieri es una especie de coleóptero de la familia Attelabidae.

## Distribución geográfica
Habita en Vietnam.